# Marillion
Marillion («Мерілліон») — британський рок-гурт напрямку прогресивний рок. Гурт був заснований у 1979 році в англійському місті Ейлсбері, графство Бакінгемшір. З того часу гурт видав п'ятнадцять студійних альбомів. В біографії гурту розрізняють дві чітко виражені ери, що відокремлюються залишенням гурту після видання їхніх перших чотирьох альбомів наприкінці 1988 р. першопочаткового вокаліста та фронтмена Фіша та приходом на його місце на початку 1989 р. Стіва Гоґарда. Разом із Гоґардом Marillion видав ще десять альбомів.
Стрижневий склад гурту — Стів Гоґард, Піт Трюевас, Марк Келлі, Іан Мозлі — є незмінним з 1988 року. Гурт отримав визнання серед критиків та досяг комерційного успіху, потрапивши до першої британської десятки. Приблизно п'ятнадцять мільйонів альбомів було продано по цілому світі, через що гурт потрапив до Книги світових рекордів Гіннесса.
Протягом своєї кар'єри стиль гурту змінювався. Гурт сам з'ясував, що кожен їхній новий альбом прагне репрезентувати відгук на свого попередника, і тому їхню продукцію важко класифікувати. Їхнє оригінальне звучання (з вокалом Фіша) найкраще визначається як прогресивний або неопрогресивний рок з перевагою гітар та клавішних, тому інколи творчість гурту порівнюють з ерою Genesis 1970-х років.
Marillion цілком вважається одним з перших гуртів, які широко використовують приблизно з 1996 р. можливості комерційної взаємодії через Інтернет музикантів та їхніх прихильників.
Гурт також є відомим своєю надзвичайною відданістю до своїх деяких прихильників, що регулярно подорожують разом з гуртом на значні відстані для участі у виступах.

## Учасники
Сучасний склад гурту
- Стів Гоґард (Steve Hogarth) — вокал та тексти (від 1989)
- Стів Ротрі (Steve Rothery) — гітара (від 1979)
- Марк Келлі (Mark Kelly) — клавішні (від 1981)
- Піт Трюевас (Pete Trewavas) — бас-гітара (від 1982)
- Іан Мозлі (Ian Mosley) — перкусія (від 1984)

Колишні учасники
- Фіш (Fish) — вокал та тексти (1979—1988)
- Дуґ Ірвайн (Doug Irvine) — бас-гітара (1979—1980)
- Брайен Джеллімен (Brian Jelliman) — клавішні (1979—1981)
- Мік Поінтер (Mick Pointer) — перкусія (1979—1983)
- Енді Уорд (Andy Ward) (колишній учасник гурту «Camel») — барабани (травень — серпень, 1983)
- Джонатан Мувер (Jonathan Mover) — барабани (вересень — жовтень, 1983)
- Діз Мінітт (Diz Minitt) — бас-гітара (1982)
- Джон Мартир (John Martyr) — барабани (серпень, 1983)

## Історія гурту

### Період Фіша
Гурт сформувався у 1979 р. з початковою назвою Silmarillion, яка була запозичена з однойменної назви книги англійського письменника Дж. Р. Толкіна «Сильмаріліон», за участю Міка Поінтера, Стіва Ротрі та інших. Назва гурту була скорочена у 1981 р. до Marillion задля уникнення будь-яких конфліктів стосовно прав власності. В цей самий час до гурту приєдналися Фіш та басист Діз Мінітт після їхнього прослуховування на студії «Leyland Farm» в Бекінгемшірі 2 січня 1981 р. Стів Ротрі та клавішник Брайен Джеллімен завершили перший склад. Таким складом гурт вперше виступив в пабі «Red Lion» в Бічестері 14 березня 1981 р. Наприкінці 1981 року Марк Келлі замінив Джеллімена, а Піт Трюевас замінив Мінітта у 1982 р.
Ранні роботи Marillion містили поезію та інтроспективну лірику Фіша, поєднану зі складними та витонченими музичними візерунками, які разом створювали звучання, що відображало вплив різних гуртів, зокрема Queen, ранній Genesis, Van der Graaf Generator, Rush (особливо наприкінці 1970-х) та Yes. Першим записом гурту була демонстраційна стрічка, яку зробив Лес Пейн (Les Payne) у липні 1981 року і яка містила ранні версії таких композицій: «He Knows You Know», «Garden Party» та «Charting the Single».
Гурт привернув до себе увагу під час награння трьох треків в шоу Томмі Венса (Tommy Vance) «Friday Rock show» (ранні версії «The Web», «Three Boats Down from The Candy» та «Forgotten Sons») і надалі був помічений студією «EMI». У 1982 році вони випустили свій перший сінґл «Market Square Heroes» разом з легендарною піснею «Grendel», що знаходилася на зворотному боці (B) 30-сантиметрової платівки. Слід за сінґлом, гурт випустив повний довготривалий альбом у 1983 р.
Музика на їхньому дебютному альбомі «Script for a Jester's Tear» народилася від інтенсивних виступів попередніх років. Хоча альбом мав очевидну належність до прогресивного року, він також містив в собі темний край, навіяний, можливо, зображенням злиденної кімнати на своїй обкладинці. Непохитні фани прогресивного року і досі вважають його найкращим альбомом, а музичні критики відмічають його як ключовий в своєму жанрі в цілому. Протягом туру, на якому гурт просував цей альбом, Мік Поінтер залишив колектив. Наступний альбом «Fugazi» був побудований на успіху свого попередника і містив новий синґл «Assassing» та ще більше електронного звучання, хоча гурт тоді несподівано наштовхнувся на чисельні проблеми виробничого характеру.
Marillion надалі видали власний свій перший живий альбом «Real to Reel» у жовтні 1984 р., в який увійшли пісні з альбомів «Fugazi» та «Script for a Jester's Tear», а також композиція «Cinderella Search» (зворотний бік платівки синглу «Assassing»). Альбом був записаний з березня по червень 1984 р.

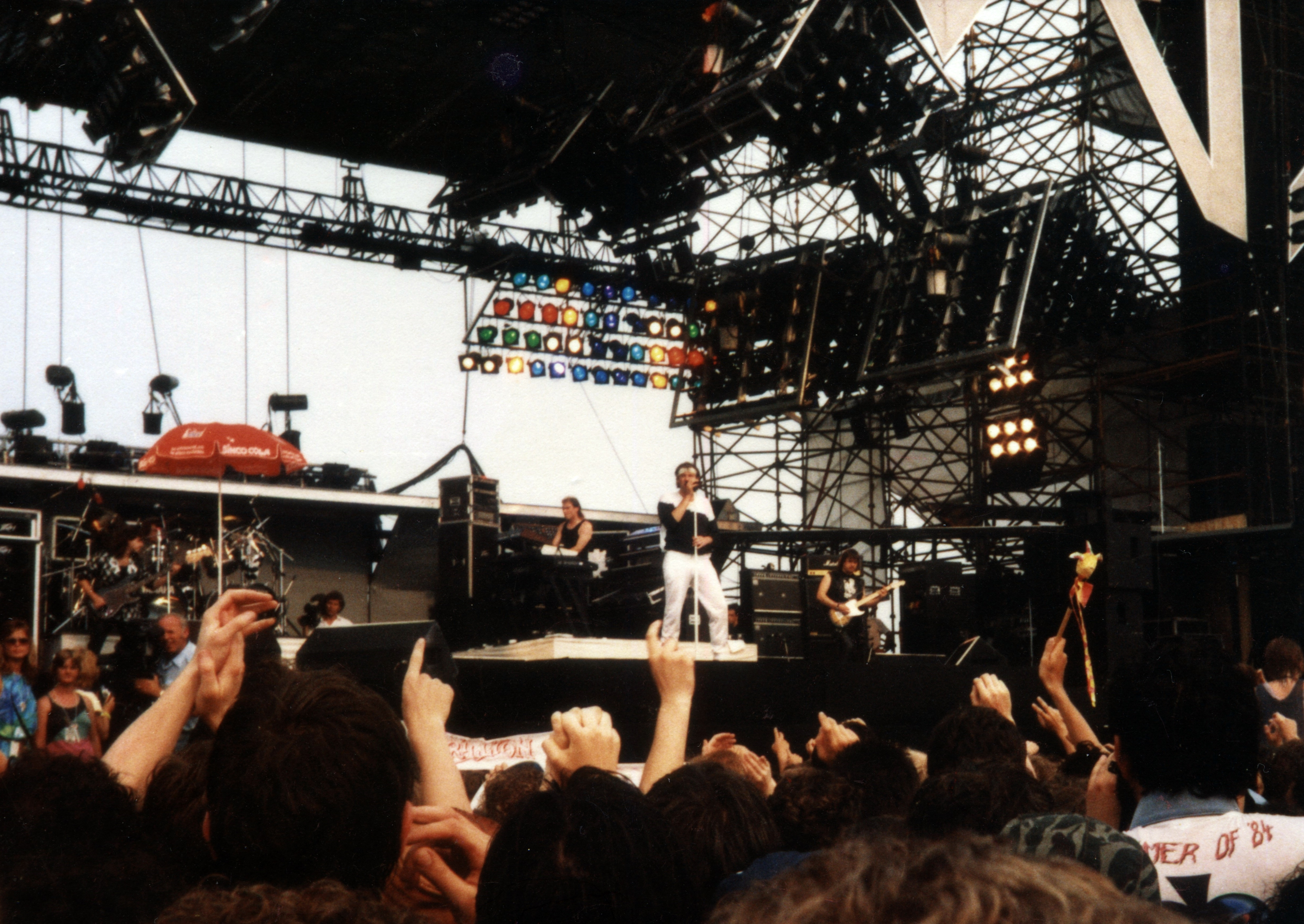
Концерт Marillion з Фішем (1986, Німеччина)

Їхній третій та найбільш комерційно вдалий студійний альбом «Misplaced Childhood» був, можливо, повністю їхньою найзгуртованішою роботою. Завдяки їхній записувальній компанії гурт був вільним, щоб відхилятись від стилю своїх попередніх альбомів. Вони змогли виставити на показ свою здатність зіставляти зухвалі поп-балади з тривалішими пісенними циклами про втрачену юність та перше кохання. Цей альбом став № 1 у Сполученому Королівстві.
Четвертий студійний альбом «Clutching at Straws» дещо втратив від стильового напрямку свого попередника і відкотився назад знову до темніших досліджень зловживань, алкоголізму та дорожнього життя, репрезентуючи перевтому від постійних турів, спричинених виходом Фіша, про який він вирішив, щоб далі продовжити власну сольну кар'єру. Втрата важливішого за життя Фіша створила пролом, який було важко заповнити кимось іншим. Після довготривалих дебатів неформальний контакт між Фішом та іншими чотирма учасниками гурту, безперечно, не відновлювався аж до 1999 р.
Хоча зараз очевидно, що вони тоді були в гарних стосунках, в той час обидва табори взагалі зробили це дуже чітко, отже возз'єднання, про яке часто говорили, ніколи не сталося. Проте, коли Фіш очолив безкоштовний концерт з назвою «Hobble on the Cobbles», що відбувся 26 серпня 2007 року на Маркет Сквер у м. Ейлсбері, тої сили тяжіння, з якою вони там награли свій дебютний сингл у власному духовному домі, було достатньо, щоб подолати будь-які погані почуття, які були поміж колишніми учасниками гурту. Після цієї події Фіш в інтерв'ю для преси відхилив таку можливість, яка призвела би до повного возз'єднання, заявивши: «Гоґард зробив велику роботу з гуртом. Ми наполегливо просувалися вперед різними шляхами вже понад 19 років.»
Деякі деталі оформлення обкладинок альбомів періоду Фіша.
Два ранніх альбоми «Marillion» містять посилання до Pink Floyd в оформленні обкладинок:
- Зворотний бік альбому «Script for a Jester's Tear» зображує альбом Pink Floyd «A Saucerful of Secrets», що лежить біля дверей поруч з іншими записами, серед яких і сингл Білла Нельсона (Bill Nelson) «Do You Dream In Colour».
- Внутрішня обкладинка альбому «Fugazi» зображує безлад в спальній кімнаті. Там можна знайти інші впливові альбоми, що розкидані навколо: альбом Pink Floyd «The Wall» лежить відкритий, а поруч з ним лежать альбоми Пітера Геммілла «Over» та «Fools Mate». Геммілл став основним чинником впливу на Фіша та на музичний стиль двох перших альбомів Marillion, а також підтримував гурт в турне Великою Британією під назвою «Script for a Jester's Tear».

Всі роботи з оформлення обкладинок альбому в період Фіша були виконані Марком Вілкінсоном.

### Період Гоґарда

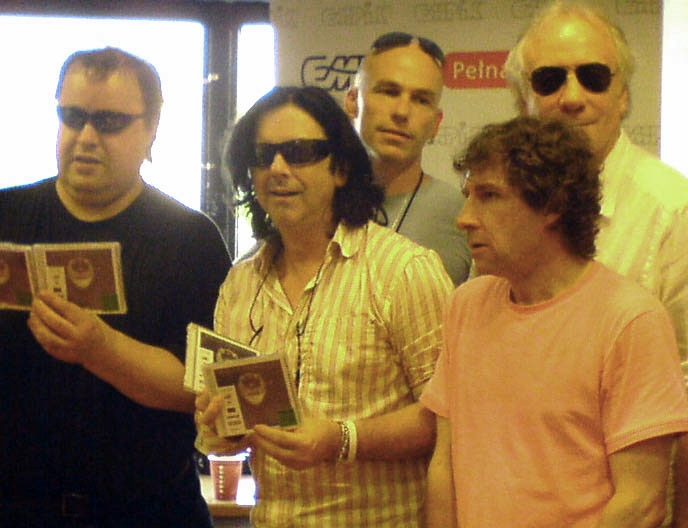
Marillion у Варшаві, 2007 р.

Після розколу гурт знайшов Стіва Гоґарда, колишнього клавішника та, в деяких випадках, вокаліста гурту «The Europeans». Гоґард потрапив в скрутне становище, оскільки гурт на той час вже зробив деякі демонстраційні записи до наступного студійного альбому, який незабаром вийшов під назвою «Seasons End».
Після того, як Фіш залишив гурт (забравши разом із собою також і тексти власних пісень), Гоґард почав працювати над новими текстами до існуючих пісень з ліриком та автором Джоном Гелмером. Демонстраційні записи композицій альбому «Seasons End» з вокалом та лірикою Фіша можна знайти на відновленій версії альбому «Clutching at Straws», причому в той час тексти пісень потрапили до різних альбомів Фіша, таких як його перший альбом «Vigil In a Wilderness of Mirrors», деякими уривками вони є на другому альбомі «Internal Exile», і, навіть, одним або двома рядками вони зустрічаються на його третьому альбомі «Suits».
Другий альбом Гоґарда з гуртом «Holidays In Eden» став його першим альбомом, який він написав у партнерстві з гуртом і містить пісню «Dry Land», яка була написана та записана Гоґардом у попередньому проекті разом з гуртом «How We Live». Як висловився Гоґард, «„Holidays In Eden“ став найпопулярнішим альбомом з усіх, що були коли-небудь, та був зустрінутий з захопленням багатьма, та з стурбованістю деякими з непохитних фанів». Проте за ним постав не зовсім зрозумілий та багатоконцептуальний альбом «Brave», на створення якого гурт витратив вісімнадцять місяців. Цей альбом також відзначають як початок довготривалих стосунків з продюсером Дейвом Міґаном (Dave Meegan). Критики, які зустрічали вихід альбому, відмітили, що альбом був недостатньо комерційним. Також окремо незалежно вийшов фільм, що спирався на матеріал альбому і в якому взяв участь гурт.
Наступний альбом гурту «Afraid Of Sunlight» став останнім альбомом, який гурт записав під лейблом EMI. Тут окремо відзначають композицію «Out Of This World», пісню про Доналда Кемпбелла, який загинув під час спроби встановити новий рекорд швидкості на воді. Ця пісня надихнула на зусилля відшукати з-під води тіло Кемпбелла та його «Bluebird K7», човен, на якому він зазнав аварії. Нарешті ці пошуки були розпочаті у 2001 році, куди були запрошені Стів Гоґард та Стів Ротрі.
Надалі була низка альбомів та подій, що показували намагання Marillion знайти своє місце в музичному бізнесі. У 1997 р. був виданий альбом «This Strange Engine» за маленького сприяння їхнього нового студійного лейбла, тому гурт не міг собі дозволити турне США. На щастя їхні прихильники залучилися до розв'язання цих проблем і зібрали необхідну суму для в'їзду до країни.
Дванадцятий альбом «Radiation» сприймався так, ніби гурт застосовував різні підходи, тому викликав змішану реакцію у прихильників.
Альбом «marillion.com» був виданий наступного року і показав певне просування в новому напрямку. Гурт, в якого все ще не була владнана ситуація з їхньою студією запису, вирішив вдатися до радикальних експериментів, про які їх давно закликали прихильники, але за умови, що останні профінансують запис цього альбому ще до того, як ці роботи будуть розпочаті. Відповідь фанів була приголомшливою і гурт відразу спромігся вкласти достатньо коштів для запису та видання нового альбому «Anoraknophobia» у 2001 році. Отже гурт зміг розірвати угоду з EMI, а також розповсюджувати цей альбом. Це дозволило Marillion зберегти всі авторські права на їхню музику під час комерційного розповсюдження.
Успіх «Anoraknophobia» дозволив гурту розпочати запис їх наступного альбому, але вони вирішили підсилити ще раз кількість своїх прихильників, щоб допомогти здобути гроші в напрямку до маркетингу та просування нового альбому. Гурт виклав альбом для попередніх замовлень в тиражування, і фани відреагували бурхливо.
Альбом «Marbles» був виданий 2004 року у версії на двох CD, що були доступні лише через їхній вебсайт — це такий собі своєрідний жест подяки 17 000 фанам, хто заздалегідь замовив цей альбом, окрім цього це ще була подяка іншим фанам, чиї імена були внесені до списків на обкладинці диску (така сама подяка присутня і на попередньому альбомі «Anoraknophobia»).
Гурт видав сінґл «You're Gone and Don't Hurt Yourself», що знаходився у першій десятці, а потім ще у довго у двадцятці британських чартів знову ж таки завдяки їхнім фанам. Після цього вони видали сінґл під назвою «The Damage (live)», який лише можна було зкачати через інтернет, записаного на виступі гурту у лондонському музичному театрі «Асторія». Ця композиція мала найвищу ступінь (під номером 2) в британському чарті інтернет-закачок. Все це мало успіх в наближенні гурту до суспільної свідомості створюючи сприятливі умови цієї кампанії. Marillion продовжував свої турне протягом 2005 року, граючи у цей час в декількох літніх фестивалях, а також подорожуючи акустичними турами по Європі та Сполучених Штатах, аж до завершення європейського «Not Quite Christmas Tour» наприкінці 2005 року.
У 2006 році був виданий новий DVD-диск про створення, просування, реалізацію та подальший тур Європою на підтримку альбому «Marbles».
У квітні 2007 р. Marillion видав свій чотирнадцятий студійний альбом «Somewhere Else», їхній перший альбом за 10 років, що цілком потрапив у тридцятку британських чартів. Успіх альбому більш за все має бути завдячний сінґлу «See it Like a Baby» (цифрова версія, доступна лише через закачки, № 45 в британському чарті) та традиційному релізу на компакт-диску «Thank you Whoever You Are / Most Toys» (№ 45 в Великій Британії та № 6 в Нідерландах протягом червня 2007 р.)
«Happiness Is the Road», випущений у жовтні 2008 р. знову являв собою «розкішне видання» за замовленням наперед разом із списком фанів, які придбали його заздалегідь і, таким чином, дуже спростили основну його реалізацію. Це є інший подвійний альбом, перший диск якого (що ґрунтується на концепції) планується для ширшого загального випуску в 2009 році, а другий (що складається з інших пісень, які не є частиною теми) буде доступний тільки з їхнього сайту. Ще до його випуску 9 вересня 2008 р. Marillion розповсюдив цей альбом цілим світом власноруч через мережі P2P. Ще до спроб завантажувати файли користувачам було показано відео гурту, в якому пояснювалося, чому саме вони обрали такий спосіб розповсюдження. Ті, хто зкачували файли, потім могли обрати, чи придбати альбом за призначеною для користувача ціною або отримати файли безкоштовно, що не мали захист DRM, в обмін на адресу електронної пошти. Гурт пояснив, що, хоча вони не підтримують піратство, вони усвідомлюють, що їхня музика все одно буде таким чином неминуче розповсюджуватись, тому вони спробували взаємодіяти з користувачами P2P-мереж для найкращого способу уникнення небажаної ситуації.
Останній реліз гурту (2 жовтня 2009 р.) являє собою акустичний альбом з новими студійними аранжуваннями раніше випущених композицій, (крім однієї), що має назву «Less Is More».

## Дискографія

### Студійні альбоми
- 1983: Script for a Jester's Tear
- 1984: Fugazi
- 1985: Misplaced Childhood
- 1987: Clutching at Straws
- 1989: Seasons End
- 1991: Holidays In Eden
- 1994: Brave
- 1995: Afraid Of Sunlight
- 1997: This Strange Engine
- 1998: Radiation
- 1999: marillion.com
- 2001: Anoraknophobia
- 2004: Marbles
- 2007: Somewhere Else
- 2008: Happiness Is the Road
- 2009: Less Is More
- 2012: Sounds That Can't Be Made
- 2016: F.E.A.R. (F*** Everyone and Run)
- 2019: With Friends from the Orchestra
- 2022: An Hour Before It's Dark

(Всі альбоми до і включно «Afraid of Sunlight» були заново перевидані на подвійних CD, що містили також додаткові бонусні треки.)

### Складанки
- 1986: Brief Encounter (Міні LP)
- 1988: B'Sides Themselves
- 1990: From Stoke Row To Ipanema
- 1992: A Singles Collection (Версія США: Six of One, Half-Dozen of the Other)
- 1993: Marillion Music Collection (Італія)
- 1996: Kayleigh (Нідерланди)
- 1996: Essential Collection (Велика Британія)
- 1996: The Best of Marillion (Росія)
- 1997: The Best Of Both Worlds
- 1997: Real to Reel + Brief Encounter (перевидання на подвійному компакт-диску)
- 1998: Kayleigh — The essential collection (Велика Британія)
- 2000: The Singles '82-88' (Набір з 12 хітовими CD, що містять всі хітові треки Великої Британії)
- 2002: The Singles '89-95' (Набір з 12 хітовими CD, що містять всі хітові треки Великої Британії)
- 2003: Warm Wet Circles (Нідерланди)

### Концертні альбоми
- 1984: Real to Reel
- 1988: The Thieving Magpie (2 CD)
- 1996: Made Again
- 2002: Anorak in the UK (також виданий у версії 2 CD)
- 2005: Marbles Live
- 2008: The Early Stages 1982—1987
- 2009: Live From Loreley
- 2009: Recital of the Script
- 2009: Live from Loreley
- 2010: At High Voltage
- 2011: Live from Cadogan Hall
- 2013: A Sunday Night Above The Rain
- 2013: Brave Live 2013

### Відео / DVD
- 1983: Recital of the Script (перевиданий на DVD у 2003 р.)
- 1984: Grendel/The Web EP
- 1986: 1982-1986 The Videos
- 1987: Sugar Mice/Incommunicado
- 1987: Live from Loreley (перевиданий на DVD у 2004 р.)
- 1990: From Stoke Row To Ipanema ('A Year in the Life…') (перевиданий на DVD у 2003 р.)
- 1992: A Singles Collection (Версія США: Six of One, Half-Dozen of the Other)
- 1995: Brave, the Movie (перевиданий на DVD у 2004 р.)
- 2000: Shot in the Dark (перевиданий на DVD у 2002 р.)
- 2002: The EMI Singles Collection
- 2002: Brave Live 2002
- 2002: A Piss-Up in a Brewery
- 2003: Before First Light
- 2003: Christmas in the Chapel
- 2004: Marbles on the Road (2 DVD)
- 2005: Wish You Were Here (4 DVD)
- 2006: Colours and Sound (2 DVD)
- 2007: Bootleg Butlins
- 2007: Something Else (бонусний DVD, виданий разом з «Somewhere Else»)
- 2007: Somewhere In London (2 DVD)
- 2009: This Strange Convention (2 DVD)
- 2010: Out of Season
- 2011: Live From Cadogan Hall (Less Is More Live)
- 2013: A Sunday Night Above The Rain
- 2013: Brave Live 2013

### Сінґли
- Market Square Heroes (Жовтень 1982)
- He Knows You Know (Січень 1983)
- Garden Party (Червень 1983)
- Punch & Judy (Січень 1984)
- Assassing (Квітень 1984)
- Kayleigh (Травень 1985)
- Lavender (Серпень 1985)
- Heart Of Lothian (Листопад 1985)
- Lady Nina (Квітень 1986)
- Garden Party [концертний] (Липень 1986)
- Incommunicado (Травень 1987)
- Sugar Mice (Липень 1987)
- Warm Wet Circles (Жовтень 1987)
- Freaks [концертний] (Листопад 1988) #24 UK
- Hooks In You (Серпень 1989)
- The Uninvited Guest (Листопад 1989)
- Easter (Березень 1990)
- Cover My Eyes (Pain & Heaven) (Травень 1991)
- No One Can (Липень 1991)
- Dry Land (Вересень 1991)
- Sympathy (Травень 1992)
- No One Can [перевидання] (Липень 1993)
- The Great Escape [рімейк] (Січень 1994)
- The Hollow Man (Березень 1994)
- Alone Again In The Lap Of Luxury (Квітень 1994)
- Beautiful (Травень 1995)
- Man Of A Thousand Faces (Травень 1997)
- Eighty Days (Вересень 1997)
- These Chains (Вересень 1998)
- Between You & Me / Map Of The World (Вересень 2001)
- You're Gone (Квітень 2004)
- Don't Hurt Yourself (Липень 2004)
- The Damage [концертний] (Жовтень 2004)
- See It Like A Baby (Березень 2007)
- Thank You Whoever You Are / Most Toys (Червень 2007)
- Whatever Is Wrong With You (Липень 2008)